# Fortiforceps foliosa
Il fortiforcipe (Fortiforceps foliosa) è un artropodo estinto, vissuto nel Cambriano inferiore (circa 520 milioni di anni fa). I suoi resti sono stati ritrovati nel ben noto giacimento di Maotianshan, in Cina.

## Descrizione
Il corpo di questo animale era lungo e snello, e raggiungeva una lunghezza di circa quattro centimetri. Lo scudo cefalico era corto; dal margine anteriore emergevano due grandi occhi posti su peduncoli. Il tronco era diviso in venti segmenti (tergiti), terminanti lateralmente in piccole espansioni appiattite (spine pleurali); la coda (telson) era allargata e a forma di ventaglio. È probabile che vi fosse un paio di sottili antenne poste anteriormente, terminanti in una struttura a forma di mazza. La caratteristica più evidente di Fortiforceps (e quella che dà il nome all'animale) era però costituita da un secondo paio di grandi appendici, particolarmente robuste e dotate di spine nella parte interna. Queste appendici erano formate da vari segmenti, dei quali gli ultimi quattro possedevano ciascuno una lunga spina. 
L'organismo possedeva inoltre le classiche appendici biramate degli artropodi primitivi, con un ramo interno a costituire la "zampa" e uno esterno in forma di branchia (molto simile a quello di Canadaspis).

## Classificazione
Questo animale era senza dubbio un artropode primitivo, facente parte di quel gruppo di artropodi cambriani caratterizzati da appendici frontali di grandi dimensioni. Il rappresentante più noto di questo gruppo è Leanchoilia, nota sia in Cina che nel giacimento di Burgess Shales, in Canada.

## Stile di vita
Le grandi appendici frontali lasciano pochi dubbi sull'ecologia di Fortiforceps: è molto probabile che questo fosse un organismo predatore, che utilizzava le spine delle appendici per afferrare e forse triturare il cibo. La morfologia degli arti biramati, inoltre, induce a ipotizzare che Fortiforceps fosse un buon nuotatore, che non disdegnava di aggirarsi sul fondale marino.